# Décès en 1990
Décès
- 1986
- 1987
- 1988
- 1989
- 1990
- 1991
- 1992
- 1993
- 1994

Cet article présente une liste de personnalités mortes au cours de l'année 1990 dont la date de décès précise est inconnue.
La liste des personnes référencées dans Wikipédia est disponible dans la page de la Catégorie:Décès en 1990

Les mois de l'année font l'objet de listes spécifiques :

## Date précise inconnue
- René David (1906), juriste auteur de la classification des grands systèmes de droit contemporain
- Renato Chabod, avocat, homme politique, écrivain, peintre et alpiniste italien (° 28 juillet 1909).
- Adil Doğançay, militaire et peintre turc (° 1900).
- Nathan Gutman, peintre et lithographe français d'origine polonaise (° 1914).
- Georges Item, peintre suisse (° 3 août 1927).
- Daniel du Janerand, peintre français (° 1919).
- Laroussi Khalifa, homme politique algérien (° 28 octobre 1917).
- Vivaldo Martini, peintre et professeur de peinture suisse (° 11 novembre 1908).
- Vlado Milošević, compositeur serbe originaire de Bosnie-Herzégovine (° 1901).
- Frances Pleasonton, chercheuse en physique américaine (° 1912).
- Kruno Radiljević, footballeur yougoslave (° 16 novembre 1931).
- Mir Mohammad Sediq Farhang, homme politique, haut fonctionnaire et historien afghan (° 1914).
- Nam Kwan, peintre coréen (° 1911).
- Esther Hermitte, ethnologue argentine (° 30 mars 1921).